# Werner Eckerskorn
Werner Eckerskorn (* 9. Oktober 1919 in Koblenz; † 27. Mai 2014 in Meckenheim) war ein deutscher Tierarzt und Veterinärbeamter.

## Leben
Eckerskorn legte 1937 das Abitur am Kaiserin-Augusta-Gymnasium in Koblenz ab und trat als Fahnenjunker der Wehrmacht bei. Von 1938 bis 1941 studierte er Veterinärmedizin an der Tierärztlichen Hochschule Hannover. 1941 wurde er promoviert. Als Veterinäroffizier nahm er bis 1945 am Zweiten Weltkrieg teil und befand sich anschließend bis 1949 in sowjetischer Gefangenschaft.
Nach verschiedenen Anstellungen trat er 1950 in den Veterinärdienst des Landes Rheinland-Pfalz ein. Von 1953 bis 1955 war er Amtstierarzt der Landkreise Germersheim und Zweibrücken, 1956 wurde er Veterinärdezernent des Regierungsbezirks Koblenz. Als Tierseuchenreferent wechselte er 1961 in das Bundesministerium für Ernährung, Landwirtschaft und Forsten, wo er ab 1963 die Unterabteilung „Veterinärwesen“ leitete. Eckerskorn wurde 1969 Ministerialdirigent im Bundesministerium.
Ab 1971 war er Honorarprofessor an der Tierärztlichen Hochschule Hannover und von 1976 bis 1979 Präsident des Internationalen Tierseuchenamtes.
Zu seinen wissenschaftlichen Themen gehörten u. a. die staatliche Bekämpfung von Tierseuchen und der Handel mit Tieren und Tierprodukten.

## Ehrungen
- 1979: Großes Verdienstkreuz der Bundesrepublik Deutschland
- 1981: Ehrenpräsident des Internationalen Tierseuchenamtes